# 공서초등학교
공서초등학교는 대한민국 경상북도 상주시 공성면 석단로 217-16 (금계리)에 있었던 공립 초등학교이다.

## 연혁
- 1949년 10월 12일 오광공립국민학교 설립인가
- 1953년 7월 13일 금계리 (석단로 217-16)로 교사 이전
- 1959년 3월 10일 공서국민학교로 교명 변경
- 1962년 2월 10일 호곡분교장 개교
- 1969년 3월 1일 성문국민학교로 승격 분리
- 1981년 3월 1일 성문분교장 흡수
- 1982년 3월 1일 병설유치원 개원
- 1999년 9월 1일 성문분교장 통폐합
- 2013년 3월 1일 옥산초등학교로 통폐합